# Чумпхон (провинция)
Чумпхон (тайск. ชุมพร) — провинция на юге Таиланда, расположена на побережье Сиамского залива. На севере граничит с провинцией Прачуапкхирикхан, на юге — Сураттани, на западе — провинцией Ранонг и Мьянмой.

## Этимология
Существует две разные теории происхождения слова Чумпхон. По одной из них, название берёт истоки от слова Chumnumporn, что можно дословно перевести как «накапливание сил». Это объясняется тем, что Чумпхон был пограничным городом с Бирмой. Другая теория утверждает, что название произожно от местного названия дерева Maduea Chumphon (มะเดื่อชุมพร, Ficus glomerata), которое распространено в провинции.

## География
Провинция расположена на узком перешейке Кра, соединяющем полуостров Малакка с континентом. На западе Чумпхон расположены холмы хребта Пхукет и его продолжения — цепи Тенассерим, восточная часть провинции более равнинная.

## Климат
| Показатель                    | Янв. | Фев. | Март | Апр. | Май | Июнь | Июль | Авг. | Сен. | Окт. | Нояб. | Дек. | Год   |
| ----------------------------- | ---- | ---- | ---- | ---- | --- | ---- | ---- | ---- | ---- | ---- | ----- | ---- | ----- |
| Средний суточный максимум, °C | 30   | 32   | 33   | 34   | 33  | 32   | 32   | 32   | 32   | 31   | 29    | 29   | 31,6  |
| Средний суточный минимум, °C  | 20   | 20   | 20   | 22   | 23  | 23   | 23   | 23   | 23   | 22   | 22    | 21   | 21,8  |
| Норма осадков, мм             | 93   | 62   | 56   | 74   | 188 | 173  | 174  | 206  | 157  | 275  | 380   | 113  | 1,951 |

## Административное деление

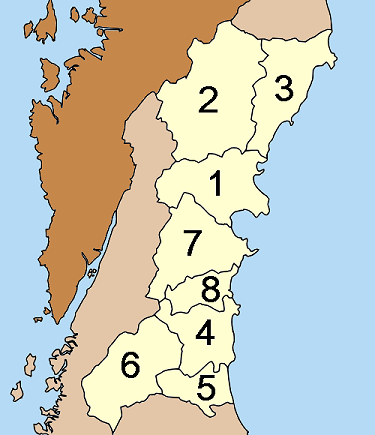
Округа (ампхе) провинции Чумпхон

Провинция делится на 8 районов (ампхе), которые в свою очередь, состоят из 70 подрайона (тамбон) и 674 поселений (мубан):
| 1. Mueang Chumphon 2. Tha Sae 3. Pathio 4. Lang Suan | 1. Lamae 2. Phato 3. Sawi 4. Thung Tako |